# Dane Cameron

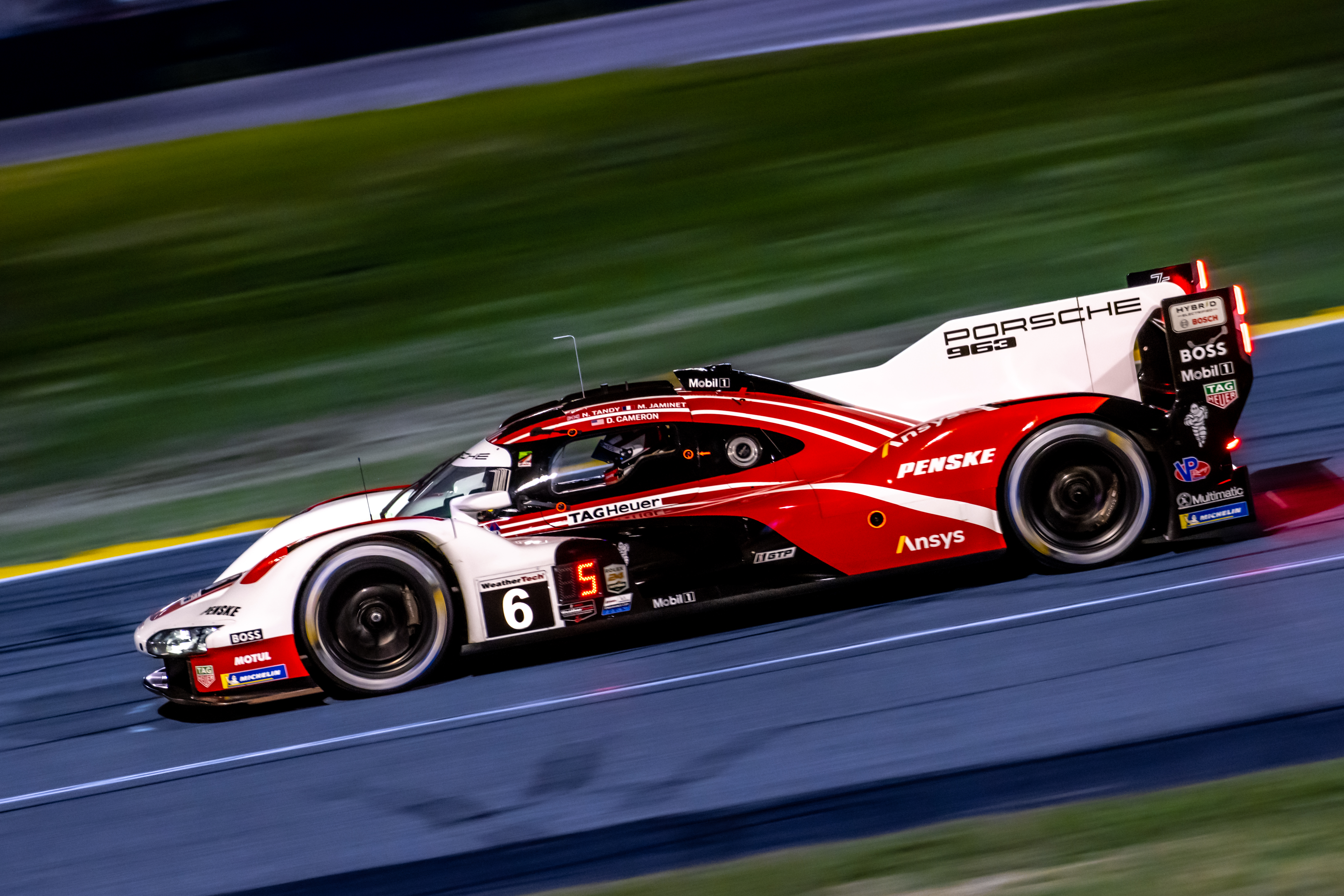
Der von Dane Cameron beim 24-Stunden-Rennen von Daytona 2023 gefahrene Porsche 963

Daniel Richard „Dane“ Cameron (* 18. Oktober 1988 in Glen Ellen) ist ein US-amerikanischer Autorennfahrer.

## Karriere als Rennfahrer
Mit dem Gewinn der Formel Russell stieg Dane Cameron 2015 erfolgreich in den Monopostosport ein. Ein Jahr später folgte der Sieg in der Formel Palmer Audi, wodurch eine Karriere im Einsitzersport vorprogrammiert schien. Cameron bestätigte die Vorschusslorbeeren der Fachpresse mit dem Erfolg in der Indy Pro 2000 Championship im Jahr darauf. 
Dane Cameron wechselte 2009 jedoch in den Sportwagensport und fuhr einen Mazda RX-8 in der Grand-Am Sports Car Series. 2014 gewann er auf einem BMW Z4 GT3 die GTD-Klasse der IMSA WeatherTech SportsCar Championship. Nach dem dritten Gesamtrang 2015 gewann der im Jahr darauf gemeinsam mit Eric Curren im Chevrolet Corvette DP von Action Express Racing zum ersten Mal die Gesamtwertung dieser Rennserie. 2019 wiederholte er diesen Erfolg mit dem Teamkollegen Juan Pablo Montoya als Stammfahrer beim Team Penske.
Mit dem Beginn der Rennsaison 2022 wurde Dane Cameron Werksfahrer bei Porsche und war einer der Testfahrer des neuen Porsche 963. Zur Vorbereitung auf die Renneinsätze in der FIA-Langstrecken-Weltmeisterschaft 2023 gab er 2022 sein Debüt beim 24-Stunden-Rennen von Le Mans und erreichte auf einem Oreca 07 den neunten Gesamtrang.

## Statistik

### Le-Mans-Ergebnisse
| Jahr | Team                      | Fahrzeug    | Teamkollege         | Teamkollege         | Platzierung | Ausfallgrund |
| ---- | ------------------------- | ----------- | ------------------- | ------------------- | ----------- | ------------ |
| 2022 | Team Penske               | Oreca 07    | Felipe Nasr         | Emmanuel Collard    | Rang 9      |              |
| 2023 | Porsche Penske Motorsport | Porsche 963 | Michael Christensen | Frédéric Makowiecki | Rang 16     |              |
| 2025 | AO by TF                  | Oreca 07    | Louis Delétraz      | P. J. Hyett         | Rang 20     |              |

### Sebring-Ergebnisse
| Jahr | Team                                   | Fahrzeug              | Teamkollege        | Teamkollege        | Teamkollege | Platzierung            | Ausfallgrund |
| ---- | -------------------------------------- | --------------------- | ------------------ | ------------------ | ----------- | ---------------------- | ------------ |
| 2011 | Genoa Racing                           | Oreca FLM09           | Mike Guasch        | Jens Petersen      |             | Rang 9 und Klassensieg |              |
| 2012 | Dempsey Racing                         | Oreca FLM09           | Henri Richard      | Duncan Ende        |             | Ausfall                | Motorschaden |
| 2014 | Turner Motorsport                      | BMW Z4 GT3            | Markus Palttala    | Paul Dalla Lana    | Shane Lewis | Rang 32                |              |
| 2015 | Action Express Racing                  | Chevrolet Corvette DP | Eric Curran        | Massimiliano Papis |             | Rang 5                 |              |
| 2016 | Action Express Racing                  | Chevrolet Corvette DP | Eric Curran        | Scott Pruett       |             | Rang 2                 |              |
| 2017 | Whelen Engineering Racing              | Cadillac DPi-V.R      | Eric Curran        | Mike Conway        |             | Rang 3                 |              |
| 2018 | Acura Team Penske                      | Acura ARX-05          | Juan Pablo Montoya | Simon Pagenaud     |             | Ausfall                | Motorschaden |
| 2019 | Acura Team Penske                      | Acura ARX-05          | Juan Pablo Montoya | Simon Pagenaud     |             | Rang 9                 |              |
| 2020 | Acura Team Penske                      | Acura ARX-05          | Juan Pablo Montoya | Simon Pagenaud     |             | Rang 2                 |              |
| 2021 | Meyer Shank Racing with Curb-Agajanian | Acura ARX-05          | Juan Pablo Montoya | Olivier Pla        |             | Rang 3                 |              |
| 2023 | Porsche Penske Motorsport              | Porsche 963           | Mathieu Jaminet    | Nick Tandy         |             | Ausfall                | Unfall       |
| 2024 | Porsche Penske Motorsport              | Porsche 963           | Matt Campbell      | Felipe Nasr        |             | Rang 3                 |              |
| 2025 | AO Racing                              | Oreca 07              | Jonny Edgar        | P. J. Hyett        |             | Rang 17                |              |

### Einzelergebnisse in der FIA-Langstrecken-Weltmeisterschaft
| Saison | Team           | Rennwagen   | 1   | 2   | 3   | 4   | 5   | 6   | 7   | 8   |
| ------ | -------------- | ----------- | --- | --- | --- | --- | --- | --- | --- | --- |
| 2012   | Dempsey Racing | Oreca FLM09 | SEB | SPA | LEM | SIL | SAO | BAH | FUJ | SHA |
| 2012   | Dempsey Racing | Oreca FLM09 | DNF |     |     |     |     |     |     |     |
| 2022   | Team Penske    | Oreca 07    | SEB | SPA | LEM | MON | FUJ | BAH |     |     |
| 2022   | Team Penske    | Oreca 07    | 11  | 6   | 9   |     |     |     |     |     |
| 2023   | Penske Porsche | Porsche 963 | SEB | POR | SPA | LEM | MON | FUJ | BAH |     |
| 2023   | Penske Porsche | Porsche 963 | 5   | 35  | 4   | 16  | 4   | 36  | 7   |     |
| 2025   | AO by TF       | Oreca 07    | KAT | IMO | SPA | LEM | SAO | AUS | FUJ | BAH |
| 2025   | AO by TF       | Oreca 07    | 20  |     |     |     |     |     |     |     |